# Karl Borromäus Glock

Karl-Borromäus Glock mit Hortense von Gelmini, Nürnberg 1983

Karl Borromäus Glock (* 27. Januar 1905 in Nürnberg; † 1. November 1985 in Heroldsberg) war ein deutscher Verleger, Schriftsteller und Schlossbesitzer, der u. a. den christlichen Widerstand gegen den Nationalsozialismus  förderte.

## Leben
Karl Borromäus Glock wurde als Sohn des Beamten Michael Glock und seiner Ehefrau Margarethe in Nürnberg (Ecke Preissler- und Fürther Straße) am „Kaisergeburtstag“ geboren. Sein Bruder Friedrich starb schon als Kind. Seine väterlichen Vorfahren waren Glockengießer und stammten aus Bad Neualbenreuth, seine mütterlichen Vorfahren waren Bauern aus Schnaittenbach. 1912 zog Glock mit seinen Eltern ins Amtmannshaus der Nürnberger Burg, wo er König Ludwig III. (Bayern) bei einem seiner Besuche einen Blumenstrauß überreichen musste. Er besuchte bis 1921 die Oberrealschule in Nürnberg und absolvierte danach dort eine Banklehre. 1921 zog die Familie in die Feldgasse 38, ein Haus, in dem Glock später sein Unternehmen gründete. In seiner Jugend wurde Glock durch die Begegnung mit dem Jesuitenpater Klöppel, das Werk von John Henry Newman und von der Jugendbewegung (Bund Neudeutschland) geprägt.

## Wirken als Buchhändler und Verleger

### Die Bücherstube und die Buchhandlung
Schon als mittelloser Student – er studierte an der Handelshochschule Nürnberg und war Mitglied der Studentenverbindung Ostmark Nürnberg im Cartellverband der katholischen deutschen Studentenverbindungen (CV) – eröffnete er im väterlichen Haus eine Bücherstube, woraus sich der spätere Verlag entwickelte. Parallel absolvierte er ein Volontariat in einem Nürnberger Druck- und Verlagshaus. Seine Diplomarbeit hatte den Titel: „Das Buch als Rechtsobjekt – in juristischer, wirtschaftlicher und sozialer Beziehung“. Nach dem Examen mietete er ein Buchladengeschäft in der Katharinengasse Nürnberg, in das 1926 sein Partner Viktor Lutz eintrat, mit dem er die Buchproduktion begann und bis 1966 zusammenarbeitete. 1928 heiratete Glock in Kassel seine erste Ehefrau Mathilde (Tilla) Braun, mit der 48 Jahre bis zu ihrem Tode 1970 verheiratet war und mit der er einen Sohn Peter (* 1931) und eine Tochter Veronika (* 1935) bekam, die, wie ihre Mutter, später in seinem Verlag mitarbeiteten. Nach dem Tode seiner ersten Frau heiratete Glock seine Assistentin Elisabeth.

### Der Verlag Glock und Lutz im „Dritten Reich“ und im Zweiten Weltkrieg
1926 gründete Glock mit seinem Gesinnungsfreund Viktor Lutz in der Feldgasse in Nürnberg einen Verlag und ging zur Buchproduktion über, wobei zunächst Glock selbst als Verlagsvertreter reiste. Kommerzielle Interessen standen schon damals nicht im Vordergrund, sondern der Verlag hatte von Anfang an ein christlich-humanistisches Profil, das er auch in schwierigen Zeiten durchhielt. Als sein „berufliches Credo“ bezeichnete Glock „Entscheidung und Unterscheidung sowie Sprache als Dialog des Geschöpflichen“. Den christlichen Glauben sah er als „schlechthin konstituierend für Poesie“ an. Glock organisierte Vorträge, Exkursionen und Drucke mit Leo Weismantel, Leo Flach, Emmy Hennings, der Witwe von Reinhard Sorge, Franz Herwig, Peter Dörfler, Jon Svensson, Friedrich Schnack, Joseph Georg Oberkofler, Dolores Viesèr, Kuno Brombacher, Carl Sonnenschein und Hermann Muckermann. 1931, beim 71. Deutschen Katholikentag in Nürnberg begegnete Glock Carl Muth, in dessen Fußstapfen er nach und nach trat. Nach dem Vorbild von dessen Zeitschrift Hochland brachte Glock die Zeitschrift „Buch und Leben“ (später „Besinnung“) heraus, in der Angriffe auf die NS-Zeitschriften Der Stürmer und Völkischer Beobachter abgedruckt wurden, was zum Verbot der Verlagsdruckerei und der Zeitschrift führte. Weil Glock die Zeitschrift trotzdem unter dem Tarnnamen „Grundkatalog Deutscher Literatur“ weiterführte, wurde er 1935 zu einer Gefängnisstrafe verurteilt, die er nur wegen einer Amnestie nicht antreten musste. Im Keller seines Hauses druckte und verbreitete Glock heimlich z. B. die Sonette von Reinhold Schneider, welche er über die mit Glock befreundete Ehefrau von Generalfeldmarschall Maximilian von Weichs an die Ostfront sandte. Er veranstaltete in Nürnberg Vorträge mit den Regimegegnern Alfred Delp und Theodor Steinbüchel. 1939 wurde Glock zur Wehrmacht eingezogen und – nach einer Übung in Berlin – nach Norwegen verschifft, wo sein rechter Unterschenkel durch einen Torpedotreffer beim Skagerrak zertrümmert wurde. Nach lebensgefährlichen Komplikationen im Lazarett konnte Glock seine Tätigkeit in Nürnberg fortführen, jedoch wurde Lutz eingezogen. 1943 musste Glock ein Kommando über ein sog. Gruppen-Schnellkommando (aus sog. Hitlerjungen) bei Lösch- und Rettungseinsätzen nach Luftangriffen übernehmen. Beide Verlagsstandorte wurden durch Bomben fast ganz zerstört, Glock und seine, bei Passau in Sicherheit gebrachte, Familie überlebten. Als Glock in den letzten Kriegstagen am Ortsrand von Fischbach bei Nürnberg einem Granatenhagel der Amerikaner glücklich und unverletzt entkam, gelobte er die Einrichtung der noch bestehenden sog. Sebaldus-Wallfahrt zur Rundkapelle in Altenfurt.

### Der Verlag Glock und Lutz nach dem Zweiten Weltkrieg
Nach dem Zweiten Weltkrieg musste das Verlagshaus wieder „von Null“ ohne Kapital aufgebaut werden. Zunächst verschenkte Glock das verschont gebliebene Bücherlager. Schon 1945 erhielt er eine Verlagslizenz der amerikanischen Besatzungsmacht und entwickelte sein weitgespanntes Verlagsprogramm. Er begann mit preisgünstigen Broschüren, den „Görres-Lesebogen“, 70 Titel erschienen in Millionenauflage, und der Übersetzung eines amerikanischen Katechismus. Er sah seine Aufgabe z. B. im „Protest gegen die Vergesslichkeit“, indem er Klassiker der christlichen Literatur wieder auflegte, wie Leon Bloy, John Henry Newman (mit den Herausgebern Heinrich Fries und Werner Becker), Ludwig Derleth, Hermann Grimm, Gabriel Marcel, Reinhard Sorge, Miguel de Unamuno, Rudolf von Ihering, legte auch die Vorkriegsautoren wieder auf. Schon früh gründete er seine Verlagszeitschrift. Vor allem entwickelte er weitgespannte Buchreihen und gewann dafür durch Einladungen in Gesellschaften, die er in Nürnberg gründete (wie das Willibald-Pirckheimer-Kuratorium) europaweit weitere Autorenpersönlichkeiten, wie z. B. Jean-Yves Calvez, Reinhold Schneider, Hermann Muckermann, Friedrich Muckermann, Theodor Steinbüchel, Peter Dörfler, Galina Djuragin (Alexandra Rachmanowa), Albrecht Goes, Heimito von Doderer, Friedrich Wilhelm Foerster, Erich Przywara, Friedrich Heer, Herbert Meier-Zürich, Josef Mühlberger, Walter Dirks, Ida Friederike Görres, Clemens Münster, Otto Heuschele, Oswalt von Nostitz sowie viele andere, die Glock am Ende seines Lebens in seinem Buch Achtzig Jahre – Begegnungen mit hundert namhaften Zeitgenossen skizzierte, darunter z. B. die Politiker Theodor Heuss, Ludwig Erhard, Gustav Heinemann, Karl Carstens, Hermann Mathias Görgen, und sehr viele der christlichen Literatur nahestehende andere Persönlichkeiten wie z. B. Aloys Wenzl, Otmar Emminger und Carl Orff. Glock empfand sich in der deutschen Verlagslandschaft als „Einzelgänger“ und seinen Verlag als „Wagnis“. Bis zum Lebensende suchte er christliche Autoren wie Gerd-Klaus Kaltenbrunner und Hortense von Gelmini in einem immer schwieriger werdenden verlegerischen Umfeld durchzusetzen. Seine Witwe, Elisabeth Glock, führte den Verlag nach dem Tode von Glock noch kurze Zeit weiter und veräußerte ihn dann an den Regio-Verlag.
Das ambitionierte, engagierte Verlagsprogramm erfuhr vielfaches Lob.

„In unserer Zeit der cleveren Literaturgeschäftsleute, die Bücher produzieren wie andere Waschmaschinen, zählt Glock zu jenen leider aussterbenden Verlegern, denen Beruf auch Berufung ist.“

„Was dieser Verlag geleistet hat, kann nicht entbehrt werden.“

„Endlich wieder ein Verlag, der sich mitten im Zeitalter des verstoßenen Menschen ohne Rücksicht auf Verluste an solche Bücher wagt.“

„Die Gewißheit, dass die Namen seiner Autoren nicht nur inländische, sondern zumeist europäische Geltung haben, trägt zum Inlands- und Auslandserfolg dieses Verlages ebenso bei, wie die entschiedene Partnerschaft der Autoren in der Zeitschrift "Die Besinnung".“

„Der Glock und Lutz-Verlag ist in die erste Reihe der deutschen Verlage aufgerückt. Er vertritt eine feste weltanschauliche Bindung.“

### Buchreihen, Zeitschriften und kulturelles Engagement
Charakteristisch für das Verlagsprogramm von Glock und Lutz waren Buchreihen, wie v. a.:
- Bibliothek unseres Zeitalters (Klassiker des 19. und 20. Jahrhunderts)
- Cardinal-Newman-Studien
- Deutsche Landeskunde
- Kultur der Nationen
- Nürnberger Liebhaberausgaben

Glock war Herausgeber und Schriftleiter der, seine Linie vertretenden, Kulturzeitschrift Besinnung, die 60 Jahrgänge erreichte und der Verlagszeitschrift Kurier vom Gelben Schloss.
In Verbindung mit seiner verlegerischen Arbeit gründete bzw. protegierte Glock z. B. die Cardinal-Newman-Gesellschaft, das Willibald-Pirkheimer-Kuratorium und das Colloquium Nürnberger Mundartdichter, die teilweise bis in die heutige Zeit Bestand haben. Fast vierzig Bücher von Mitgliedern des letztgenannten Collegiums sind im Verlag Glock & Lutz erschienen. Glock lud diese Kreise oft in sein „Gelbes Schloss“ nach Heroldsberg ein.

## Erwerb des Gelben Schlosses in Heroldsberg und Sammlertätigkeit

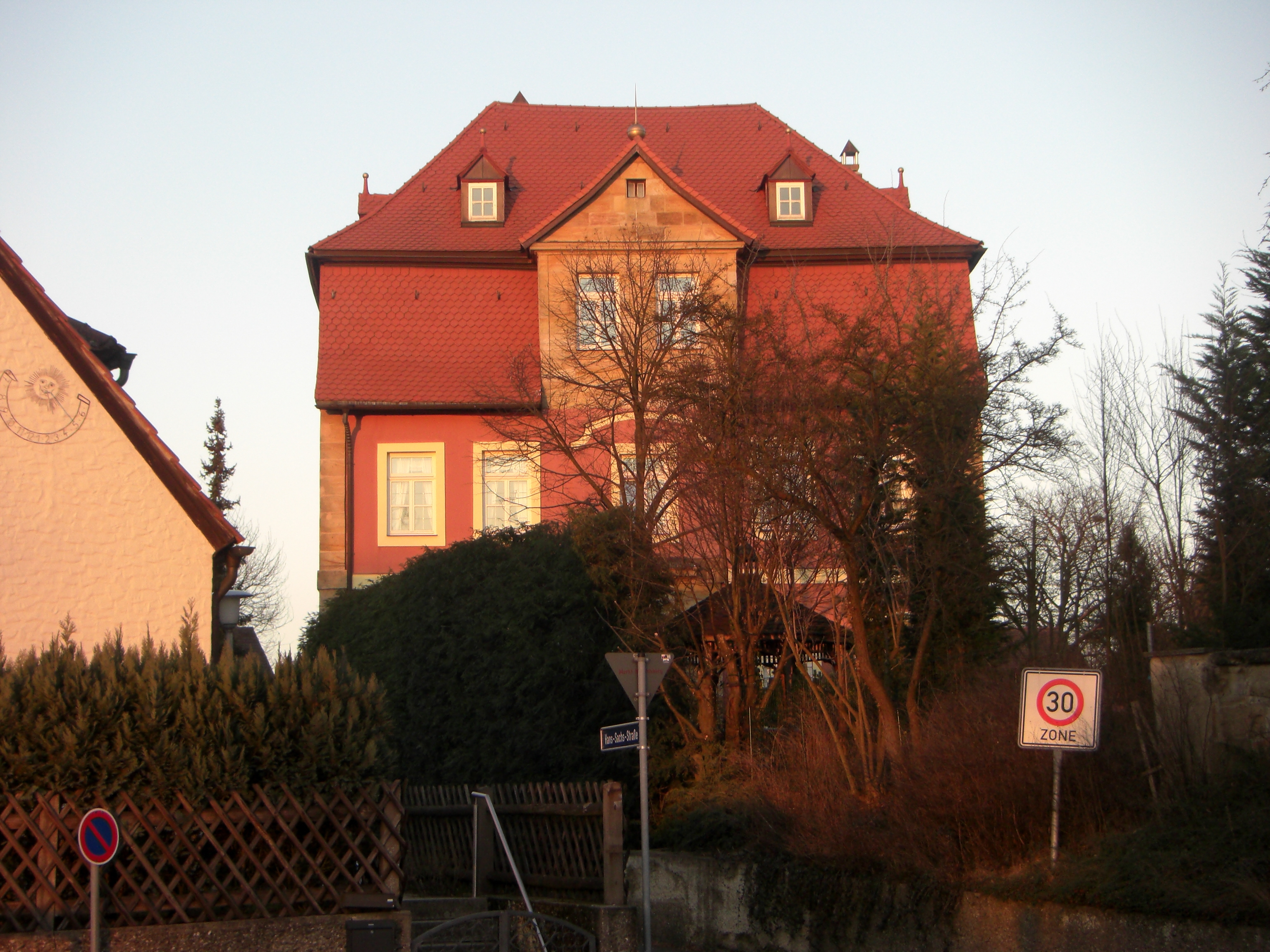
Gelbes Schloss Heroldsberg

Als Sitz des Verlagshauses erwarb, renovierte und unterhielt Glock ab 1957 das vom Adelsgeschlecht der Geuder von Heroldsberg erbaute Gelbe Schloss in Heroldsberg, über das er einen Kunstführer veröffentlichte und das Treffpunkt mit seinem großen Freundes- und Autorenkreis wurde. Glock als Sammler von Antiquitäten sowie bibliophilen Kostbarkeiten stattete das Schlossinnere damit aus.

## Autobiographien/Dokumentationen
- Karl Borromäus Glock 1905/1980 – Aus meinem ungedruckten Verleger-Brevier
- Das fünfzigste Jahr. Glock und Lutz Verlag, Nürnberg. Die Schicksalsjahre von 1923 bis 1973

## Wirken als Schriftsteller und Zeichner
Glock war (auch unter dem Pseudonym Carl von Albrechtsreuth) Autor von Essays und Gedichten, die er teilweise mit eigenen Zeichnungen versah und verlegte, z. B.:
- Achtzig Jahre – Begegnungen mit hundert namhaften Zeitgenossen, 1985 Glock und Lutz, Nürnberg, ISBN 3-7738-6236-6
- Das gelbe Schloß in Heroldsberg bei Nürnberg – eine Dokumentation aus Anlaß seines 400jähringen Bestehens, Glock und Lutz, Heroldsberg 1979, ISBN 3-7738-8011-5.
- (Carl von Albrechtsreuth): Rede an die Hintergründe meines Fernsehers – Gedichte des Jahres 1978, Glock und Lutz 1978
- (Carl von Albrechtsreuth): Der Reiter vom Gnadenberg – Gedichte des Jahres 1977, Glock und Lutz 1977
- (Carl von Albrechtsreuth): Die Stunde der Verweigerung – Gedichte aus vier Jahrzehnten, Glock und Lutz 1977
- (Carl von Albrechtsreuth): Im Dom hinter einem Pfeiler – Gedichte des Jahres 1976, Glock und Lutz 1976
- Das Wagnis. Rechtfertigung eines Einzelgängers. Erlebnisse und Maximen eines Verlegers. Hohenloher Druck- und Verlagshaus, Gerabronn 1975
- Aufenthalt in Griechenland. Entdeckungen im Norden, 1983 Glock und Lutz, Nürnberg, ISBN 3-7738-6228-6
- Willibald Pirkheimer 1470/1970, 1970, Hrsg. mit Inge Meidinger-Geise (Willibald Pirkheimer-Kuratorium), Glock und Lutz, Nürnberg
- Das gelbe Schloss – ein Führer, 1967, Glock und Lutz, Nürnberg
- Werkstatt des Buches. Der Buchhändler als Kaufmann, 1953, Poeschel Verlag, Stuttgart
- Die notwendige Danksagung, 1953, Glock und Lutz, Nürnberg
- Die vertauschte Herzogin, 1950, Glock und Lutz, Nürnberg
- Die Botschaft der Bernadette, 1949, Glock und Lutz, Nürnberg
- Johannes, 1948, Glock und Lutz, Nürnberg
- Herbert Krauss, 1948. Glock und Lutz, Nürnberg
- August Straub, 80 Jahre, Glock und Lutz, Nürnberg
- Eugenio, 1947, Glock und Lutz, Nürnberg
- Zeugnis der jungen Kirche, 1947, Glock und Lutz, Nürnberg
- Wege aus dem Gestern ins Morgen. Ansprachen und Denkschriften der Jahre 1945 und 1946, Glock und Lutz, Nürnberg

## Auszeichnungen
- Päpstlicher Orden Pro Ecclesia et Pontifice
- 1981: Bundesverdienstkreuz Erster Klasse
- Bayerischer Verdienstorden
- Willibald-Pirckheimer-Medaille
- 1975: Bürgermedaille der Stadt Nürnberg in Gold